# 반명예훼손연맹

반명예훼손연맹(反名譽毁損聯盟, 영어: Anti-Defamation League, ADL)은 미국의 시오니즘 성향의 유대인 단체이다. 브네이 브리스에 기원을 가지고 반유대주의와 합법적으로 마주하는 것을 목적으로 하고 있다. 비슷한 목적을 내걸고는 있지만 불법 수단을 불사하는 카하니즘 극단주의자 단체 유대방위연맹과 대립하고 있다.
반명예훼손연맹의 설립된 직접적 계기는 레오 프랭크 사건이었다. 이 사건은 유대인 레오 프랭크가 살인 누명으로 체포 되어 폭도에 린치를 받고 살해당한 사건이다. 1913년 10월, 변호사 시그먼드 리빙스턴이 설립하였다. 유대인 단체이지만 궁극적인 목적으로 비(非)유대계를 포함한 모든 시민의 평등도 강조하고 있다. 2021년 현재 조나단 그린블라트가 CEO로 재직중에 있다.

## 같이 보기
- 지몬 비젠탈 센터
- 페페 더 프로그